# Boross József
Boross József (Csíkszék, 1699. február 24. – Kolozsvár, 1757. július 14.) bölcselet és hittudós, jezsuita rendi tanár.

## Élete
Nemes szülőktől származott; 17 éves korában a jezsuita rendbe lépett. 1719-21-ben Bécsben tanult filozófiát, 1725-29 között pedig Kassán végezte el a teológiát. Életének legnagyobb részét Kolozsvárott töltötte, ahol 1731-től a jezsuita akadémián a bölcseleti és teológiai tantárgyakat oktatta, egyúttal a Szent József-szemináriumot kormányozta; a nyomda prefektusa és 1745-1750 között könyvtáros is volt.

## Munkái
- Anthitheta Evangelica. Claudiopoli, 1724
- Philippicae sacrae seu orationes. Uo. 1729 (névtelenül. 3. kiad. Ingolstadt, 1740?)
- Religionis Romano-Catholicae fundamentum